# 珠江宽频
珠江宽频是广州珠江数码集团有限公司（珠江数码）下属的宽带上网接入服务品牌，用户是通过电缆调制解调器（Cable Modem）进行上网，线路的最终出口为中国电信骨干网。该公司声称自己是广州第二大宽带品牌。
由于珠江宽频的资费在广州市相對中國電信等的ISP資費较低，並且它在廣州市有線電視轄下的地區有壟斷性，同時珠寬得到小區的特許下，使不少使用广州有线电视的用户报装。安裝前需確認為廣州有線的用戶，否則不予安裝。
与广东视讯宽带、香港有線寬頻等使用电视线路的ISP相同，珠江宽频经常被用户投诉速度缓慢。